# Галешешти (Арђеш)
Галешешти (рум. Găleșești) насеље је у Румунији у округу Арђеш у општини Сусени. Oпштина се налази на надморској висини од 248 m.

## Становништво
Према подацима из 2002. године у насељу је живело 349 становника, од којих су сви румунске националности.